# ブータン難民

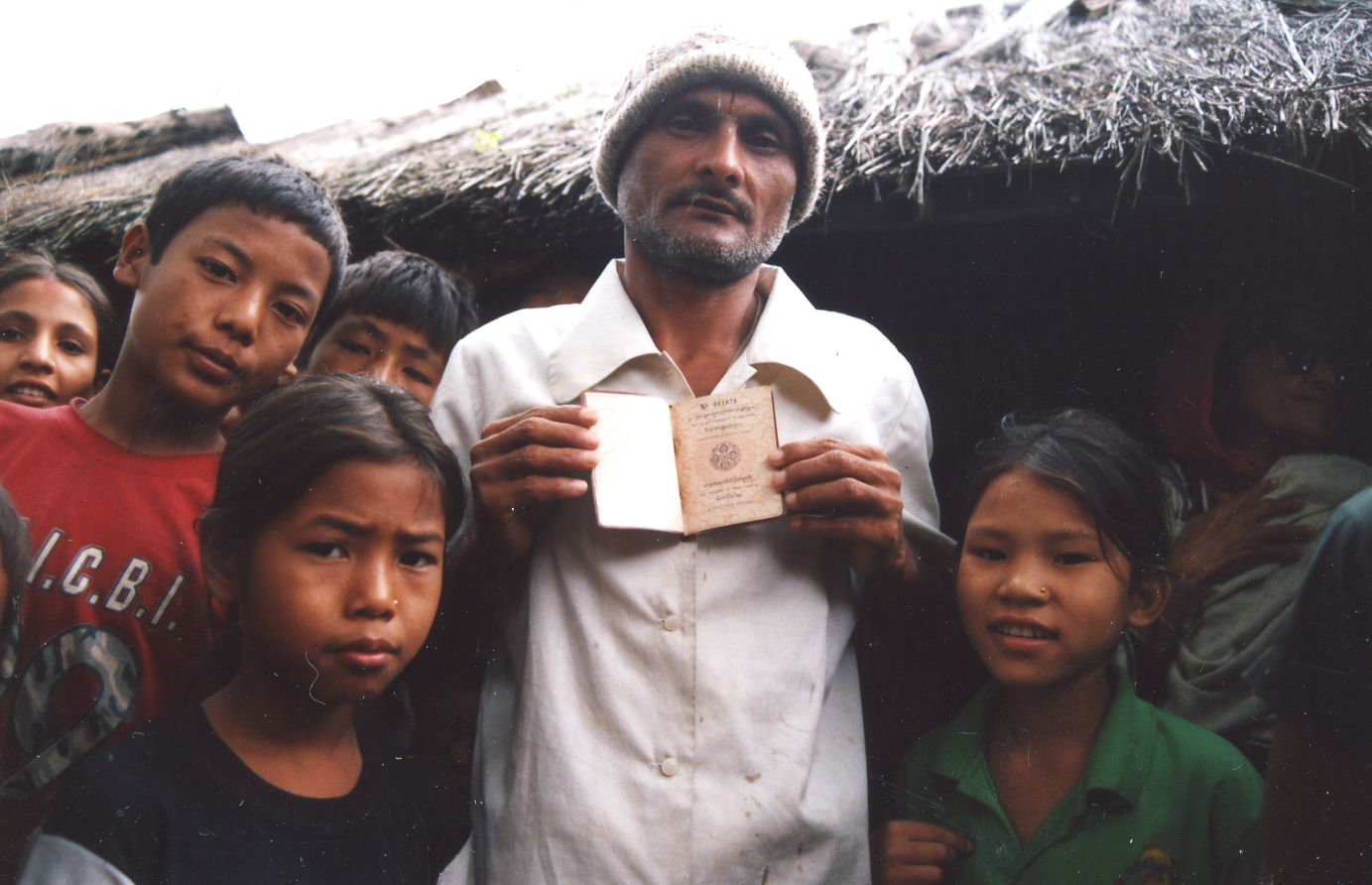
ベルダンギ難民キャンプにおいてブータンの旅券を見せるブータン難民。多くのブータン難民はブータンから追放される際に旅券を隠し持っており、これらの旅券は法的に有効である。しかしながら、 ブータン軍により「自主的な出国」を証明する書類への署名を強制され、旅券や法的書類を政府によって取り上げられた難民もいる。

ブータン難民（ブータンなんみん）とは、キラト族、タマン族、マガール、バフン、チェトリ、グルン族などを含む、ネパール語話者のブータン人、ローツァンパ（南部の住民）のこと。
これらの難民は、 ジグミ・シンゲ・ワンチュク国王による民族浄化の結果、ブータンから迫害され、1990年代にネパール東部の難民キャンプへ収容された。ネパール政府とブータン政府は難民の帰還について合意に至らず、国連難民高等弁務官事務所 (以下、「UNHCR」という。) の援助のもとで、ブータン難民の多くは北アメリカ、オセアニア、ヨーロッパへ第三国定住した。UNHCRの援助とは別に、 ローツァンパの多くはインド国内の西ベンガル州やアッサム州へも移住している。

## 背景
現存する最も初期のブータン史の記録によると、6世紀にはブータンは既にチベットの影響下にあった。627年から649年にかけてチベットを支配したソンツェン・ガンポは、ブータンで現存する最古の寺院である、パロのキチュラカンおよびブムタン県のジャンペラカンの建設を担っていた。チベットに起源を持つ民族はこの時代までに既にブータンへ定住していた。
1620年頃、ガワン・ナムゲルは父親のテンパ・ニマの遺灰を収めるため、ネパールのカトマンズ渓谷出身のネワール族の職人たちに銀の仏舎利塔の建設を依頼した。これがブータン国内においてネパール系民族についての初の報告である。以来、ネパール系民族は南ブータンの人の住んでいない地域に居住し始めた。南ブータンはまもなく国の主要な食糧供給地域となった。ネパール系ブータン人、すなわちローツァンパはブータン経済と共に繁栄した。イギリス植民地当局によれば、1930年までに、南部の多くが約60,000人にのぼるネパール系住民によって耕作されていたと報告されている。
20世紀初頭にはネパールからブータンへの大規模な移住がみられた:162-165。
税収のため、カリンポンにあるブータンハウスによって移住が推進された。1930年代にはブータンハウスは5,000世帯のネパール人労働者の家族をチラン県に限定して移住させた。イギリスの政務官であったバジル・グルード卿は1940年代にブータンハウスのソナム・トブゲ・ドルジ卿に対して 、 多くのネパール系民族を南ブータンに移住させることの政治的危険性について警告したところ、「彼らは国民として登録されていないため、必要が生じればいつでも立ち退かせることができる」と返された、と伝えられている。さらに、ネパール系民族は亜熱帯地域である山麓の北部への移住を禁止された:30:160-162。
ブータンから追放され西ベンガル州やアッサム州へと再移住したネパール系住民は、ブータン内のネパール系コミュニティおよび、追放されインド国内にいるネパール系住民の利益を代理するために、1952年にブータン国家会議を設立した。サティヤーグラハ (非暴力抵抗運動) によってその運動をブータン国内へと広めようとする試みは、ブータン軍が動員されたことに加え、ブータン国内のネパール系住民がさほど熱心でなかったために、1954年に失敗に終わった。ブータンに残るネパール系住民は既に不安定な地位に置かれていたため、危険を冒すことは望まなかった。ブータン政府はブータン国家会議の運動を沈静化するために、マイノリティに権利を与え、ネパール系住民が国民会議の代議士になることを許可した。ブータン国家会議は漸次的に消滅するまで国外で運動を続けた。追放者の指導者らは1969年に恩赦され帰還を許された。

### 市民権法(1958年)
2代目の国王ジグミ・ワンチュクの統治下にあった1950年代にかけて、移民の数は大幅に増加し、国王とブータンハウスのドルジ家との間に緊張を引き起こした。市民権法(1958年)により、1958年以前に10年以上ブータンに居住していることを証明できる者に対しては、特赦が与えられた。一方で、1958年に政府は新たな更なる移民を禁止した。
インド政府の援助を受けて、1961年より政府は大規模なインフラ開発を含む開発計画に着手した。多くのインド人労働者を導入しようとするインド政府の思惑とは裏腹に、当初ブータン政府は国内の労働力によって ティンプー-プンツォリン間の幹線道路を建設することに固執し、自国の実力を示そうとした。またブータン政府には移民を抑制しようとする意図もあった。プロジェクトは成功し、182キロメートルの幹線道路をわずか2年で完成させた一方で、インドから労働者の受け入れた影響は不可避であった。ブータン国民のほとんどが自営農家であるため、ブータンには大規模なインフラ計画に進んで志願する労働者がいなかった。結局、熟練・非熟練を問わず多くの建設労働者がインドから移住してきた:162–165, 220。これらの人々は大半がネパール系で、ブータン政府の要求通り南部へと移住し、合法あるいは非合法に居住するネパール系住民に混じって暮らしていた。政府の切迫した状況にも拘らず、このような移民の動向は長年適切に管理されない状態が続いた。実は、検問所と入国管理局が初めて設立されたのは1990年のことであった。

### 市民権法(1985年)
ネパール系の不法移民のみならず、長年居住している移民ですら、国の文化的・政治的な多数派と融和していないという事実を、ブータン政府は1980年代までに認識していた。大半のローツァンパは文化的にはネパール系民族であり続けた。政府は、不法移民については概ね無視をしていたが、補助金を支給することで民族融和のための異民族間の結婚を推奨してきた。しかしながら、この政策はほとんど成功しなかった。ネパール系が優勢なネパール、ダージリン、カリンポン、西ベンガル州といった国や地域で大ネパール運動の発生も見られ、ブータン人はネパール系民族の愛国主義を脅威と感じた:183–186, 239:161:63。
このように国内の分断が進むことで、国家統合の危機を感じた政府は、1980年代に「1国1民族」政策に異民族の国民を公的に取り込むと同時に、ブータンの文化的アイデンティティーを保護する命令を公布した。政府は保護すべき「文化」とは北部ブータンの種々の文化であることを示した。この運動を強化するため、ブータンの服装や礼儀作法に関する規律である ディグラム・ナムジャを用いることを強制した。この政策により、ブータン国民は公共の場ではブータン北部の民族衣装の着用を強制され、これに違反すると罰金を課された。また、ゾンカ語を国語とし、その地位を強化した。ネパール語は学校の教科から外され、ブータンにおける他の外国語と同様に、学校で教えられることはなくなった:68。このような政策はブータン国内のネパール系経済移民たちに加え、人権保護団体からも批判された。ネパール系移民はこれらの政策が自分たちの不利益になると感じていた。一方で政府はネパール語による無償教育がブータン南部における不法移民を促進していると感じていた。
1985年の市民権法では、違法移民を抑制するため、1958年の市民権法を強化しようと試みた。1980年に政府は事実上初となる国勢調査を行った。調査の結果に基づき、1958年を基準として、ネパール系移民に対して市民権を与えるか否かを決定した。1958年はネパール系住民が初めてブータンの市民権を得た年である。1958年以前にブータンに居住していたことが証明できない者は不法移民であると宣告された。

### 国勢調査(1988年)
1988年に行われた国勢調査により、ブータン政府がローツァンパの人口規模を把握すると、問題は表面化した。国勢調査以降、政府は19世紀後半および20世紀初頭より居住を始めたネパール系ローツァンパの家系の者に対して、国外退去するよう誘導した。しかしながら、政府は調査員を適切に指導できず、公衆の間に不安を引き起こした。調査の中に「真のブータン人」、「非ブータン人：（不法）移民」という分類があったのだが、しばしば恣意的な分類がおこなわれ、また恣意的に変更されることがあった。同じ家族が異なる分類をされ、未だにその状態が続いているという事例もある。正真正銘の「真のブータン人」と認められたものの、家族は不法移民であるとされ、離別を強いられた者もいる:37–39。また、市民権が保証されていると思われたローツァンパも、政府機関の妨害により正式な書類を取得できず、資産を失ったりした:37–39。
政府は同時にローツァンパをガロップ族社会に同化させるために、ディグラム・ナムジャに従った服装や言葉の使用を強制しようとした:38–39。ブータン政府は、文化的アイデンティティーに関する問題について、1907年にワンチュク朝が樹立して以来悩まされてきた政治的問題への自衛策であり、かつ17世紀以降で最も深刻な国家存亡の危機であると説明した。1975年に隣国のシッキム王国では、ネパール系多数派の国民投票によりの君主制が崩壊し、インドに吸収されていた。ブータン政府最大の懸念は、同様の事例を繰り返してしまうのではないかということだった。民族間の不和を解決する過程で、ドゥルック・ギャルポ(ブータン国王)は頻繁に問題の南部地域へと行幸し、拘束された何百人もの「反政府活動家」を解放するよう命じた。更に、ドゥルック・ギャルポは、かつては独立した君主国であったシッキム王国において1970年代に起こった事例と全く同様に、ネパール系移民の大量流入によって10年から20年以内に分離独立への要求が生じるのではないかという危惧を表明した。
しかしながら、このような措置によってネパール系の「本当の」ブータン国民ですら離反してしまった。ネパール系住民の中には、ブータンの国家アイデンティティーを向上させようとする政府の命令を免除するよう求め、差別への抗議を開始した者もいる。ネパール系が多数派の地域では国王の命令に対する反感により、非ローツァンパとの間で民族間対立が表面化した。更に、上述の反感が原因で、ブータンを去りネパールやインドで暮らすネパール系住民の間で、抗議運動が起こった。ドゥルック・ギャルポは「文化弾圧」を行ったとして非難されている。また、ブータン政府には、反政府運動の指導者に対して、収監者に対する拷問、恣意的な逮捕や勾留、法に基づく適正な手続きの拒否、言論・出版・平和的集会の自由の制限、労働者の権利の制限といった人権侵害を行った疑いがある。反政府運動には20,000人以上が参加し、その中には西ベンガル州においてネパール系住民のための自治権をインド政府から獲得した運動の参加者もいた。彼らは、西ベンガル州やアッサム州から国境を超えてブータン国内へと来ていた。
国勢調査が終わって数年は、ブータン南部の国境地帯は紛争の温床となった。
反政府活動はブータンから追放されたネパール系政治団体およびネパールやインドの支援者らにより支えられた。1980年代後半には2,000人から12,000人のネパール系住民がブータンから逃れたとされ、1991年の報告によれば、ネパール系のブータン政府高官ですら辞任しネパールに移住したとされる。1990年には約500万人のネパール系住民がインド国内のブータンとの国境付近に居住していた。ネパール系住民はインド国内で必ずしも歓迎されておらず、民族間の対立が原因で、大部分で警備がなされていないブータン国境まで戻らざるを得なかった。ブータン人民党はこのようなインド北部の巨大なネパール系コミュニティの中で活動していた。また、テクナト・リザルは国民議会のかつてのメンバーと共に、ブータン人民人権フォーラム（ブータン版のネパール人民人権フォーラムに相当）をネパール国内で立ち上げた。テクナト・リザルはローツァンパであり、王室顧問評議会の信頼の置ける元官僚であった。王室顧問評議会はブータン政府と南部のローツァンパの間の重要な橋渡しをしていた。更に、ブータン学生連合とBhutan Aid Group-Nepalも政治活動に参加した。
1989年11月、テクナト・リザルはネパール東部でブータン警察により拉致され、ティンプーに連行され、陰謀と反逆の疑いで投獄された。リザルには更に南部での暴動を扇動した容疑もかけられた。リザルは1993年に終身刑を言い渡された。

### 民族間の衝突(1990年代)
民族間紛争は1990年代に拡大していった。1990年2月には、反政府活動家らがプンツォリン近郊の橋梁に仕掛けた遠隔操作の爆弾を爆発させ、7台の車を爆破した。1990年9月には、ブータン王国軍との衝突が勃発した。このとき王立軍は抵抗者を銃撃しないように命令されていた。反政府勢力の兵士は非合法のブータン人民党に所属するS.K.ネウパネ(S.K. Neupane)および他のメンバーから構成されており、民主主義と全ブータン国民の人権を主張したとされる。進んで加わった者もいれば、強要された者もいる。ブータン政府は、人民党について、反政府集団により設立されたネパール会議派やネパール共産党統一マルクス・レーニン主義派が背後にあるテロリスト組織であると断定した。人民党は、ライフル、前装式銃、刃物、手製手榴弾で武装した構成員を率いて、ブータン南部の村落を襲撃し、住民から民族衣装を脱がせ、強盗や誘拐、殺人を行ったとされる。政府は治安部隊の死者2名のみを公式に認めているが、衝突により数百人の死傷者が出たとされる。別の情報によれば、治安部隊との衝突で、300名が死亡、500名が負傷、2,000名が拘束されたとされる。上述の暴力、自動車の乗っ取り、誘拐、奇襲、爆破などに加え、学校は閉鎖され（破壊されたものもある）、郵便局、警察、病院、税関、森林などは破壊し尽くされた。ブータン人民党は、政府の治安部隊が殺人、強姦および「恐怖政治」を行っている主張し、アムネスティ・インターナショナルやUNHCRに抗議をした。追放されてネパールに住む人々の支持を受け、ネパールの政権与党であるネパール会議派の書記長はブータンのドゥルック・ギャルポを訪問し、複数政党制民主主義を制定するように求めた。運動の主導者の中には拘束されたり投獄されたものもいた。ブータン政府は1989年の後半に「反政府」活動に関与したとして42名を拘束しており、加えて3名がネパールから引き渡されたということのみを公式に認めている。6名を除く全員は後に解放されたとされるが、この6名は反逆者として投獄され続けた。1990年の9月までに、南部で拘束された300人以上が、ドゥルック・ギャルポによるブータン南部の巡幸の後、解放された。
異民族の存在を成文化しようとする運動に対してブータン政府は抵抗したが、南部の抵抗者たちは党本部の前にブータン人民党の旗を掲げ、党員がネパールの伝統的な刃物であるククリを常時携帯できるよう強く主張した。また、ブータンの民族衣装を着ない権利を要求し、これらの要求が満たされるまで学校と政府機関を閉鎖することを強要した。要求は満たされず、1990年10月までに更なる暴力行為や死者が生じた。同時期に、インドは「王立政府が問題の解決策を探るあらゆる援助」を確約し、インドからブータンへ違法に越境する者の取り締まりを保証した。
1991年初頭まで、ネパール国内の報道機関は、これらの反政府活動家を「自由の闘士」と呼んでいた。 ブータン人民党は4,000人以上の民主主義主張者がブータン王国軍により拘束されたと主張する。一部の拘束者たちは警察署外で殺害され、4,200人前後が国外退去させられたと非難している。
インドから来るネパール系移民を抑止するために、ドゥルック・ギャルポは、より標準的な国勢調査、国境管理の改善、南部での政府の支配の強化を命じた。
直近の施策として、1990年の10月には、運動に対抗するために市民による民兵を組織した。また、1990年1月に内務省により多目的個人情報カードが発行されており、国内の移動は更に厳しく制限された。1990年末までに、政府は反政府活動に伴う暴力行為の深刻な影響を認めた。テロ行為により貿易利益やGDPは著しく落ち込んだと発表された。
1992年に民族間紛争は再び激化し、ローツァンパの出国者数は過去最大となった。1996年までの出国者数は総計100,000人を数えた。
多くのローツァンパは、軍により、立ち退きおよび、自らの意志で移動したことを示す「自主移住申請書」への署名を強制されたと主張する:39。
1999年にテクナト・リザルは国王による恩赦を受け、解放された後、ネパールの人民人権フォーラムへと向かった。

## ネパール国内の難民キャンプ
1990年代には多くのローツァンパが、ネパール国内にUNHCRが設置した難民キャンプに移住した。UNHCRは、1990年から1993年の間に移住して来た難民のほとんどは、彼らが難民たる自明な根拠があると認めている。1996年には、キャンプの人口は100,000人程へと膨れ上がり、最も多い時で107,000人もの難民がいた。
1990年代に初めて難民が到着して以来、ネパール政府とUNHCRは次の難民キャンプを管理してきた。
| 難民キャンプ               | 2016  | 2015   | 2014   | 2013   | 2012   | 2011   | 2010   | 2009   | 2008   | 2007   | 2006   |
| -------------------------- | ----- | ------ | ------ | ------ | ------ | ------ | ------ | ------ | ------ | ------ | ------ |
| ティマイ難民キャンプ       | -     | -      | -      | -      | -      | -      | 7,058  | 8,553  | 9,935  | 10,421 | 10,413 |
| サニシャレ難民キャンプ     | 2,265 | 3,367  | 4,675  | 6,599  | 9,212  | 10,173 | 13,649 | 16,745 | 20,128 | 21,386 | 21,285 |
| ベルダンギ難民キャンプ     | 9,497 | 13,970 | 18,574 | 24,377 | 31,976 | 33,855 | 36,761 | 42,122 | 50,350 | 52,967 | 52,997 |
| ゴールドハップ難民キャンプ | -     | -      | -      | -      | -      | -      | 4,764  | 6,356  | 8,315  | 9,694  | 9,602  |
| クドゥナバリ難民キャンプ   | -     | -      | -      | -      | -      | 9,032  | 11,067 | 12,054 | 13,254 | 13,226 | 13,506 |

### 生活環境
当初難民キャンプでは、栄養失調を原因とする壊血病、脚気といった病気や、伝染病である麻疹、結核、マラリア、コレラなどが蔓延していたものの、1995年から2005年の間に状況は著しく改善された。教育はキャンプの中では最良のサービスの1つであり、キャンプ周辺のネパールの地方部における教育よりも概して良質なものであった。しかしながら、キャンプは2006年まで極めて過密状態にあった。年齢に基づく食料配給が原因の栄養不良や、女性や子供に対する暴力は、難民の周辺化および過激化と同様に、重大な問題であった:31–32。ネパール国内のブータン難民は、政治・社会運動への参加、就労機会、司法機関の利用が制限された状況下で生活を送っていた:31–32。デンマークの人道的活動組織、Global Medical Aid はこれらの難民に支援をしてきた。
上の表が示すように、2009年以降、キャンプの人口は減少している。このため、ゴールドハップ難民キャンプおよびティマイ難民キャンプはベルダンギ難民キャンプに吸収された
。 
難民キャンプでは閉鎖や合併の準備が進んでおり、10年以内には難民の再定住事業が完了すると予想されている。しかしながら、再定住の資格がない難民や再定住を望まない難民、10,000人前後がキャンプに残留している。残留者の多くは、再定住事業により支援の輪を失ってしまった老人であり、彼らの間では鬱病や薬物乱用、自殺の割合が増加している。

### 論争
ブータン政府は、地元のネパール人住民が難民キャンプの物資に魅力を感じ、難民の中に紛れ込んでいると主張している。キャンプ開設時にUNHCRによって適切な審査が行われなかったことを根拠に、難民たちが本当に「ブータン難民」に相当するのか疑問が持たれている。かつてUNHCRのディレクターを務めた、アレクサンダー・カゼッラ(Alenxander Casella)は「一般に、UNHCRは介入前に難民の国籍や出国理由を正確に同定するための調査を行う。もし仮に調査が行われていたならば、難民の大多数が実はネパール人であり、彼らは単に自国に居るだけであるため、難民資格を持たないと、間違いなく結論付けられていたであろう。」と著している。

### 自主的な帰還
長年の議論の末、2000年にブータン政府とネパール政府は、ネパールの難民キャンプに居住する特定のブータン人を帰還させることで合意した。しかしながら、合意の趣旨には、一部の難民キャンプの住人は、難民の地位を獲得する以前は、ブータン国民でもなければ住民ですらなかったという見解も含まれていた。更に、ブータン政府は、ブータン人民党 (BPP) や ブータン国家民主党 (BNDP)といった、ネパールのローツァンパコミュニティ内における多数の政治団体を、テロリスト集団や反政府集団とみなしていた。その上、かつて難民たちがブータン国内で所有していた土地や資産は、ブータン政府推奨のもとで政府関係者や軍人を含むガロップ族らにより乗っ取られていた:70–73:39–40。
2001年3月に帰還に適格なブータン難民の審査がネパールの難民キャンプで開始された。実際の帰還は1年以内に行われると見られていた。しかしながら、その進捗は10年あまり中断している。2003年にブータンの審査チームがジャパで襲撃を受け負傷し、結果として更なる審査の遅れをもたらした。2011年の時点で、クドゥナバリ難民キャンプの難民のみが帰還を認められ、その数は200人以上にのぼる。しかしながら、実際にはブータン難民は1人も帰還を果たしていない。2011年4月、ブータン政府とネパール政府は再び会談を開いたものの、UNHCRはブータン政府が帰還者に対して完全な市民権とその他の人権を与えることを拒否することを考慮に入れ、第三国定住の実現に取り組み続けた。2011年7月の時点で、ブータン政府とネパール政府は少なくとも15回の二者協議を行っていたが、現実的な解決策を得ることは無かった。ブータン国営メディアはブータン政府はネパールとの継続的な対話をすべきとの主張を繰り返したが、それがかえって第三国定住への引き金となった。ネパール政府についても、ブータン難民を自国民とは捉えていなかった:148:29–30, 40。
アメリカ合衆国国務省は、難民キャンプ内の指導者に、概して帰還の見込みが薄いにも拘らず、偽の情報や脅迫によって再定住を妨害しようとする意図があることを明らかにした。

### 第三国定住
2007年にUNHCRおよびその他のネパール国内の主要な難民援助グループは、収容されている108,000人のブータン難民の大部分を第三国定住させると発表した。米国は60,000人の受け入れを表明し、2008年には実際に受け入れ始めた。オーストラリア、カナダ、ノルウェー、オランダ、デンマークはそれぞれ10,000人の受け入れを、またニュージーランドは600人の受け入れを2008年から5年間に亘って行うことを表明した。2009年1月までに8,000人以上の、そして2010年11月までに40,000人以上のブータン難民が各国へと再定住した。 

また、カナダ政府は2012年6月に、新たに500人の難民が家族を頼って再定住することになると報告した。
2015年11月に100,000人の難民が海外へと再定住した（内85%は米国へ再定住）と発表され、2017年2月に再定住者数は計108,513人に達した。
ラジュ・カドカ(Raj Khadka)によると、これらの難民は再定住により新たな生活を始める機会を得たものの、自国とは完全に異なる環境で自立する中で、労働市場において大きな困難に直面しているとされる。
| 国名           | 2011年1月 | 2013年4月 | 2017年2月 |
| -------------- | --------- | --------- | --------- |
| オーストラリア | 2,186     | 4,190     | 6,204     |
| カナダ         | 2,404     | 5,376     | 6,773     |
| デンマーク     | 326       | 746       | 875       |
| オランダ       | 229       | 326       | 329       |
| ニュージランド | 505       | 747       | 1,075     |
| ノルウェー     | 373       | 546       | 570       |
| イギリス       | 111       | 317       | 358       |
| アメリカ合衆国 | 34,969    | 66,134    | 92,323    |

## 関連資料
- Rose, Leo E. (1977). The Politics of Bhutan. Cornell University Press. ISBN 0-8014-0909-8
- Rose, Leo E. (1993). “The Nepali Ethnic Community in the Northeast of the Subcontinent”. Conference on Democratization, Ethnicity and Development in South & Southeast Asia. pp. 11–12. 2011年7月7日時点のオリジナルよりアーカイブ. 2010年10月3日閲覧.
- Hutt, Michael (2004). Unbecoming Citizens. Oxford University Press